# Benedetto Zaccaria

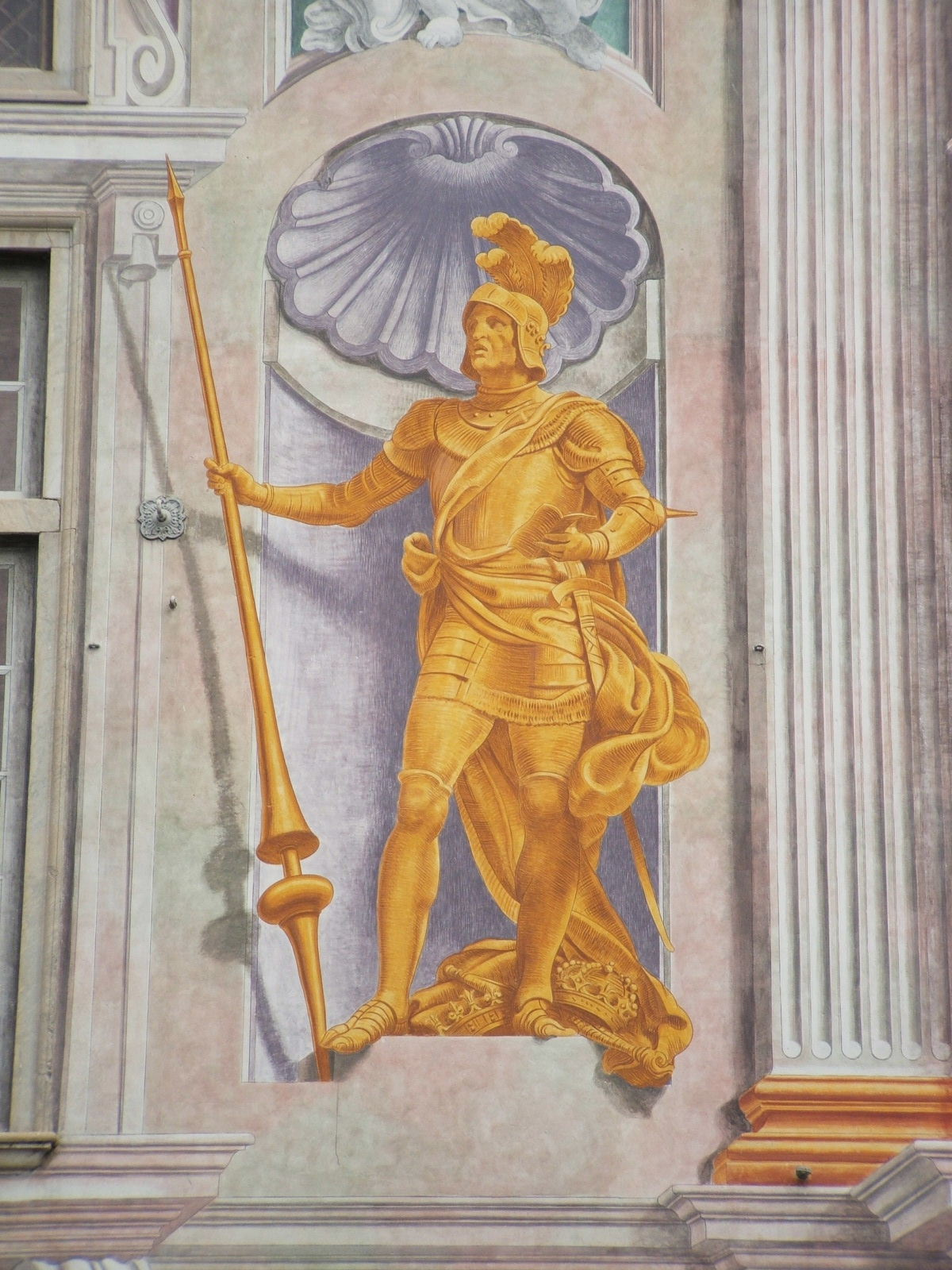
Benedetto Zaccaria, Genova-Palazzo San Giorgio

Wappen der Familie Zaccaria

Benedetto Zaccaria (* zwischen 1235 und März 1240 in Genua; † August 1307 Chios) war ein Diplomat, Kaufmann und Admiral des 13. Jahrhunderts, der aus der Genueser Familie Zaccaria de Castello stammte.

## Biographie
Er war der zweite Sohn von Fulcone Zaccaria, der im Jahre 1202 Konsul von Genua war. Er war eine für seine Zeit sehr vielseitige Persönlichkeit, wie der Historiker Georg Caro über ihn schreibt:
„Sein Leben bewegte sich nicht … in dem immerhin auf engen Raum beschränkten Parteigetriebe der Vaterstadt. Die See ist seine Heimat, alle Küsten des Mittelmeeres hat er an der Spitze von Kriegsgaleeren durchzogen, bald im Dienste Genuas, bald im Solde fremder Herrscher, manchmal auch auf eigene Faust.“

### Jahre am byzantinischen Hof
Bereits 1258 er wurde von den Venezianern nach einer Seeschlacht vor der libanesischen Küste bei Tyrus gefangen genommen. 1264 wurde er als Gesandter der Republik Genua an den byzantinischen Hof von Kaiser Michael VIII. Paläologos geschickt. Obwohl seine Mission keinen direkten Erfolg hatte, konnte er sich eine Freundschaft mit dem Kaiser erwerben, die sich später noch als sehr nützlich erweisen sollte. Nach elf Jahren der Verhandlungen, die zu einem vertraglich fixierten Neuanfang zwischen dem byzantinischen Kaiserreich und Genua führten, erschien er 1275 wieder in Konstantinopel, diesmal zusammen mit seinem Bruder Manuele. Benedetto verheiratete sich mit einer der Schwestern Kaiser Michaels VIII., während Manuele die Kontrolle über die wertvollen Alaunminen von Phokaia am Golf von Smyrna erhielt. Der Handel mit diesem wertvollen Gerbstoff entwickelte sich quasi zu einem Monopol, nachdem die Brüder den Kaiser überreden konnten, den Import von Alaun über das Schwarze Meer zu unterbinden. 1280 und 1282 fungierte Benedetto als Gesandter der byzantinischen Kaisers als Botschafter bei Peter III. von Aragón und nahm an den Verhandlungen teil, die zum byzantinisch-aragonesischen Bündnis führten. Dieses Bündnis war entscheidend für den Ausgang des Sizilianischen Vesperkriegs. Peter III. erlangte als Gatte von Konstanze, der Tochter des Hohenstaufers Manfred von Sizilien, die Kontrolle über die Insel gegen Karl I. von Anjou.

### Als Admiral in wechselnden Diensten
1284 kehrte Benedetto nach Genua zurück und wurde zum Admiral ernannt. Er war Erster Kommandant der Flotte der Republik Genua, die in der Seeschlacht bei Meloria die der Republik Pisa besiegte. Benedetto befehligte eine Gruppe von 20 Galeeren, die getrennt von der genuesischen Hauptflotte segelte und dem Gegner zunächst verborgen blieb. Sein überraschender Angriff führte zum entscheidenden Sieg Genuas und zum dauerhaften Niedergang der militärischen Stärke und der Handelsmacht Pisas. Als nächste Aufgabe erhielt er das Kommando über eine genuesische Expeditionsflotte, die das Problem der Nachfolge in der libanesischen Grafschaft Tripoli nach dem Tod von Graf Bohemund VII. 1287 lösen sollte. Während Bohemunds Schwester Lucia di Tripoli die Herrschaft für sich beanspruchte, hatten die Einwohner der Stadt mit Unterstützung des Papstes ihre Unabhängigkeit erklärt. Am 10. Juni 1288 stach er von Genua aus in See und schlug mit seinen Galeeren Lucia und ihre Verbündeten in die Flucht. Benedetto Zaccaria wurde von den Einwohnern Tripolis triumphal empfangen, und Caccianemico della Volta wurde zum Podestà der Stadt ernannt. Die Absicht der Einwohner Tripolis, sich auf Genua zu stützen, beruhte nicht so sehr auf der Furcht vor Lucias Erbansprüchen, sondern der vor den ägyptischen Mamelucken, die sich an ihren Küsten niederließen. Benedetto Zaccaria, der sich der deutlichen Kräfteunterlegenheit bewusst war, bemühte sich um Vereinbarungen mit dem Königreich Zypern, dem Königreich Armenien und selbst mit Lucia di Tripoli, die sich inzwischen nach Akkon zurückgezogen hatte. Am 17. März 1289 begann der mameluckische Sultan Qalawun mit der Belagerung von Tripoli. Er vertraute darauf, dass die christlichen Verbündeten sich letztlich nicht wirklich für diesen Außenposten auf dem mediterranen Schachbrett engagieren würden. Und tatsächlich zogen sich die Venezianer und der König von Zypern zurück, was die Eroberung Tripolis am 29. April 1289 ermöglichte. Zaccaria, der zunächst in Armenien Zuflucht gesucht hatte, schiffte sich auf den Galeeren von Polino Doria ein, um nach Genua heimzukehren. Während der Überfahrt griff er noch ein Schiff des ägyptischen Sultans an, wobei er ein großes Blutbad anrichtete und zahlreiche Gefangene nach Genua brachte. 1292 stand Benedetto als Admiral an der Spitze einer Flotte aus genuesischen, kastilischen und aragonesischen Schiffen, die in Diensten von König Sancho IV. von Kastilien bei der Eroberung von Tarifa an der äußersten Südspitze Andalusiens mitwirkte. In diesem Zusammenhang erbaute er die Festung Sancti Petri vor Chiclana de la Frontera. Im Sommer 1295 stand er im Dienste König Philipp IV. von Frankreich als Admiral einer Flotte in dessen Krieg gegen England und die flämischen Städte, die den französischen Handel behinderten. Dover wurde durch diese Flotte in Brand geschossen. 1302 wird Benedetto durch Philipp IV. erneut zum Admiral ernannt und erobert in dieser Eigenschaft die Insel Chios in der Ägäis, die von moslemischen Seeräubern besetzt war.

### Landesherr von Chios
Im Jahr 1304 besetzte er auch Samos und Kos, die fast völlig entvölkert waren. Kaiser Andronikos II. Paläologos, der Sohn Michaels VIII., gewährte ihm die Herrschaft über diese Inseln zusammen mit Chios für zehn Jahre unter byzantinischer Oberhoheit. Von diesem Zeitpunkt an wird Benedetto als Herr von Chios geführt und beginnt seine kurze Karriere als Herrscher, denn er stirbt im August 1307. Sein Sohn Paläologos beerbte ihn noch für einige Jahre, bis er 1314 kinderlos starb.